# Helmut Wopfner
 Helmut (Heli) Wopfner (* 26. Juni 1924 in Innsbruck; † 19. Mai 2021) war ein österreichischer Geologe und emeritierter Professor der Universität zu Köln (Department für Geowissenschaften
Institut für Geologie und Mineralogie).

## Lebenslauf
Nach dem Mittleren Schulabschluss wurde er Ende 1941 zum Wehrdienst einberufen. Bis Ende April 1945 diente er als Pilot bei der deutschen Luftwaffe. Nachdem er dann in Norddeutschland in die britische Gefangenschaft geraten war, verbrachte er 11 Monate in verschiedenen Kriegsgefangenenlagern in Belgien, bis zu seiner Freilassung im März 1946. Danach immatrikulierte er sich für das Studium der Geologie an der Universität Innsbruck. Nach der Heirat 1955 verließ er mit der Familie im April 1956 Europa, um im Rahmen eines Vierjahresvertrags mit Geosurveys of Australia Ltd. in Adelaide einem Auftrag von Santos Ltd. anzutreten. Er wurde mit den Ölexplorationsarbeiten in den Lizenzgebieten des Unternehmens in Südaustralien, Queensland, NW-New South Wales und im Northern Territory beauftragt. 1956 identifizierte er die ersten Faltenstrukturen in der Region Oodnadatta. Dies führte zur Entdeckung von neuen Öl- und Gasvorkommen im Eromanga Basin. 1960 schloss er sich dem Geologischen Dienst von Südaustralien (Geological Survey of South Australia) an und unternahm die Erkundung der Geologie des Nordostens Südaustraliens und des Nordterritorium. Im Januar 1962 wurde er zum leitenden Geologen befördert. 
1973 folgte er einem Ruf nach Köln. Er arbeitete weiterhin als Berater für die Western Mining Corporation und kehrte bis 1982 jedes Jahr nach Australien zurück. Wopfners Forschungen an der Universität zu Köln konzentrierten sich auf das wirtschaftliche Potential, die tektonisch-sedimentäre Fazies und die paläoklimatische Entwicklung permo-triasischer Ablagerungssequenzen von Gondwana und von Gondwana abgeleiteten Gebieten.
Wopfner starb 2021 im Alter von 96 Jahren. Er wurde in Varena beigesetzt.

## Auszeichnungen
- Distinguished Member of the Petroleum Exploration Society of Australia (1973)[7]
- Sir Joseph Verco Medal of the Royal Society of South Australia (September 1973)
- von der Geological Society of Australia zum Honorary Correspondent (korrespondierendes Mitglied) gewählt (2009)[8].

## Veröffentlichungen
Wopfner war Autor zahlreicher Veröffentlichungen zum Thema Allgemeingeologie und Lagerstättenkunde. 

### Bücher
- Helmut Wopfner: Geologie der Erde, Australien, Enke, Stuttgart, 1997, ISBN 978-3-432-26661-9